# Suluboeboekuil
De suluboeboekuil (Ninox reyi) is een van de Filipijnse valkuil (N. philippensis) afgesplitste endemische  soort  Ninox  uit de uilenfamilie.

## Verspreiding en leefgebied
Deze soort komt voor op de Sulu-eilanden in het zuiden van de Filipijnen

## Status
De grootte van de populatie wordt geschat op 1000-2500 volwassen vogels. Op de Rode lijst van de IUCN heeft deze soort de status kwetsbaar.